# Glauschnitz
Glauschnitz ist ein Ortsteil der Gemeinde Laußnitz im Westen des Landkreises Bautzen im Freistaat Sachsen.

## Geographie

### Lage
Die Häusergruppe Glauschnitz liegt vier Kilometer westlich von Königsbrück an der Kreuzung der Bundesstraße 98 mit der Staatsstraße 100 von Radeburg nach Königsbrück in der Laußnitzer Heide. Der Gutsweiler mit Häuslerzeile hat eine Gutsblockflur und wird vollständig von Wäldern umschlossen. Durch Glauschnitz fließt der Luggraben, der an seinem Unterlauf den Namen Bohraer Wasser trägt. Nördlich erstreckt sich auf dem Gelände des früheren Truppenübungsplatzes Königsbrück das Naturschutzgebiet „Königsbrücker Heide“. 800 m südöstlich befindet sich der ehemalige Infanterieschießplatz des Alten Lagers, einen Kilometer östlich das Moselbruch. Glauschnitz liegt in einer weitgehend flachen Landschaft; südlich erheben sich als Ausläufer der Lausitzer Platte der Walberberg (232 m), der Mittelberg (246 m) und der Hintere Buchberg (254 m), nach den anderen Himmelsrichtungen befinden sich nordöstlich mit dem Eichberg (167 m) und nordwestlich mit dem Kreuzberg (202 m) nur geringfügige Erhebungen.

### Nachbarorte
| Sacka, Röhrsdorf                         | (Bohra) †                                   | (Steinborn) †, Neues Lager |
| Tauscha                                  | Kompassrose, die auf Nachbargemeinden zeigt | Stenz                      |
| Würschnitz, Kleinnaundorf, Tauscha-Anbau |                                             | Neuer Anbau, Laußnitz      |

## Geschichte

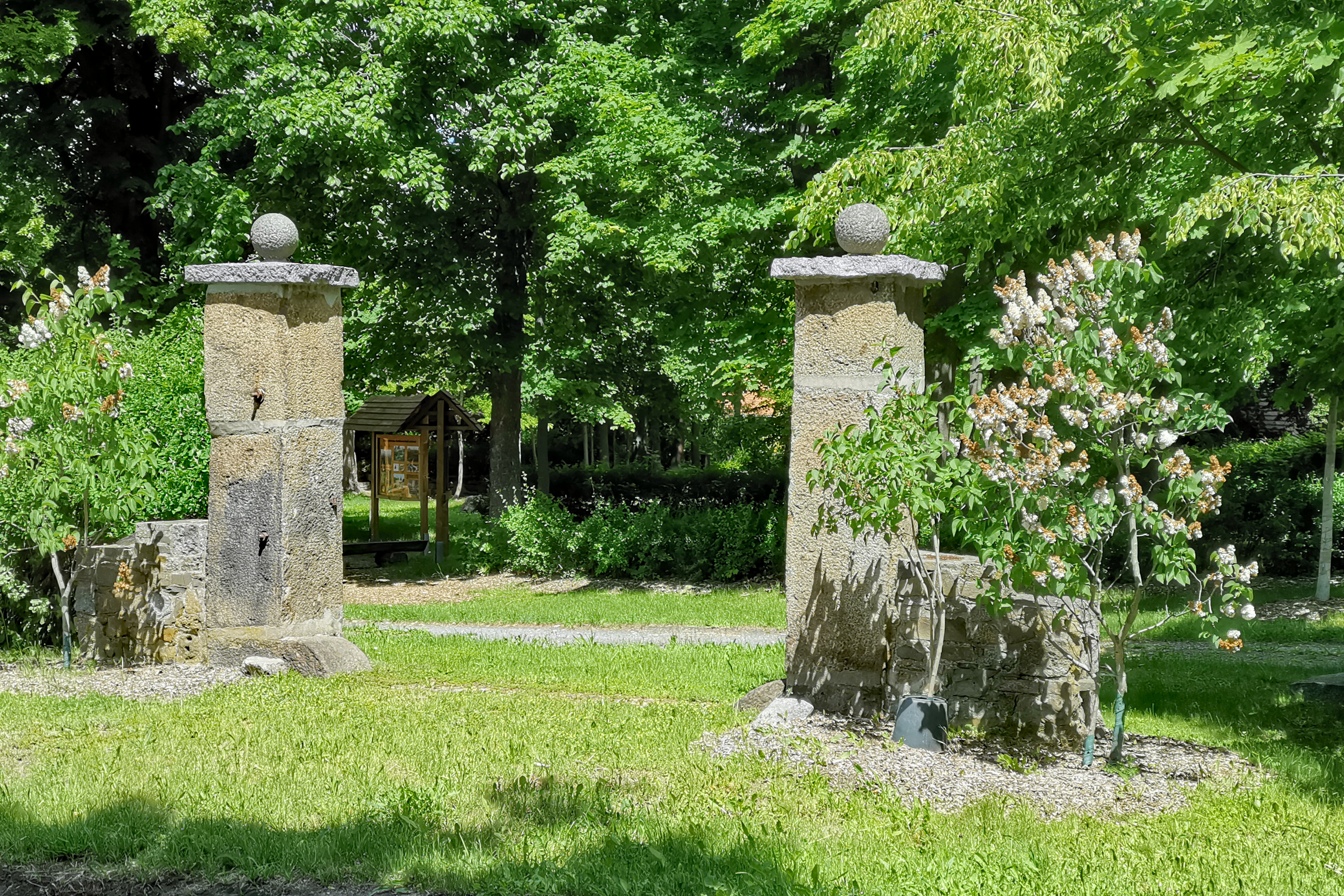
2007 aufgestellte Toreinfahrt zum ehemaligen Rittergut

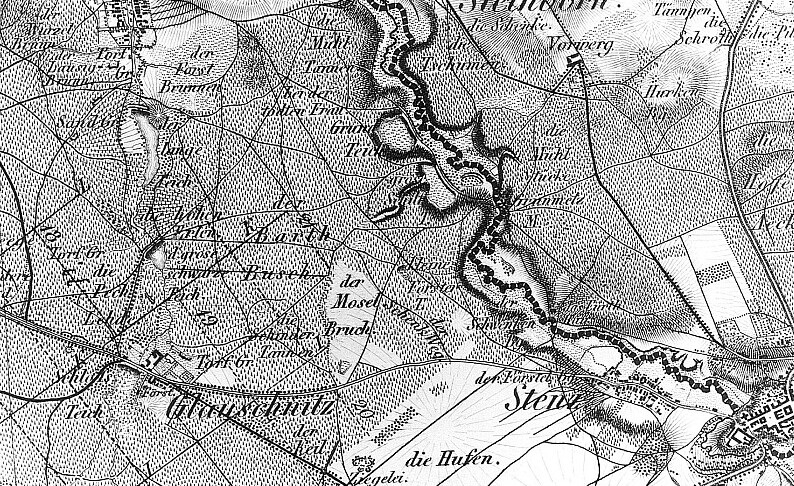
Glauschnitz und Stenz, Oberreitscher Atlas, 1841–43

Die erstmalige Erwähnung von Glubenschwicz stammt aus dem Jahr 1376. Das in der Mark Meißen an der Via Regia Lusatiae Superioris gelegene Dorf war sorbischen Ursprungs, worauf auch der Ortsname hinweist. Ernst Eichler und Hans Walther leiten den Namen von altsorbisch *Głušnica ab, was sich auf das Wort *głuš (vgl. Slowakisch hluš, Polnisch głusza) für einen „stillen, leeren, wilden Ort“ zurückführen lässt und sich wohl auf die Lage im dichten Wald bezieht.
Die Lage an der bedeutenden Handels- als auch Heerstraße führte wahrscheinlich zum Untergang des Dorfes. 1406 wurde es als zur Pflege Großenhain gehöriges wüstes Dorf mit 12 Hufen aufgeführt. Weitere Namensformen waren Glußenicz (1420), Glaußnitz (1455), Glauschnitz (1520), Glawschwitz (1564) und Claußnicz (1621). Die Wüstung war seit 1502 Teil des Amtes Hayn.
Seit 1520 ist in der Wüstung ein einzeln stehendes Vorwerk  der Herrschaft Königsbrück nachweisbar, das 1564 zu einem eigenständigen Rittergut erhoben wurde. Dem Rittergut Glauschnitz waren die Dörfer Bohra, Stenz und drei Häuser von Königsbrück untertänig.
Besitzer des Rittergutes waren zunächst die Herren von Schönberg Reichenauer Linie, aus der später die Glauschnitz-Schmorkauische Familienlinie hervorging. Im 17. Jahrhundert erwarben die Herren von Schleinitz das Rittergut. Um 1700 erfolgte ein Neubau des Herrenhauses. 1776 war das Rittergut im Besitz des geheimen Kriegsrats Christian Wilhelm von Just (1712–1797), dem Vater des Diplomaten Wilhelm August von Just. Weitere Besitzer waren die Grafen von Hohenthal-Königsbrück und die Herren von Altrock.
Die Ortschaft Glauschnitz bestand lange Zeit nur aus dem Rittergut mit einer Schäferei und dem Schlossteich sowie einer abseitig an der Straße nach Laußnitz gelegenen Ziegelscheune. Zum Ende des 18. Jahrhunderts ließ Peter Carl Wilhelm von Hohenthal südlich des Rittergutes eine Häuslerzeile anlegen. Wenig später kam noch neben der Schäferei ein Forsthaus hinzu. Eingepfarrt wurde die dem Rittergut untertänige neue Siedlung nach Königsbrück. Peter Carl von Hohenthal ließ 1828 in Stenz eine Schule für die Kinder aus Bohra, Glauschnitz und Stenz errichten, zuvor wurden Glauschnitzer Kinder in Laußnitz unterrichtet. Ab 1843 gehörte Glauschnitz zum Amt Radeberg mit Laußnitz.
Mit der Neuordnung der sächsischen Verwaltungsstrukturen wurde Glauschnitz 1856 dem Gerichtsamt Königsbrück und 1875 der Amtshauptmannschaft Kamenz zugeordnet. 1875 wurde Glauschnitz zum Ortsteil der Gemeinde Stenz.
Zum Ende des 19. Jahrhunderts suchte die Sächsische Armee nach Standorten für einen großflächigen Übungsplatz zur Ausbildung der Infanterie. Die dünn besiedelte Laußnitzer Heide, die sich zudem seit Jahrhunderten im Besitz des Staates befand, schien dafür geeignet. 1892 begann südlich von Glauschnitz die Errichtung eines Infanterie-Gefechtsschießplatzes.
Er wurde am 30. Juni 1893 zusammen mit dem Alten Lager durch das 106. Regiment in Betrieb genommen. Im selben Jahre wurde der Truppenübungsplatz als selbstständiger Gutsbezirk „Schießplatz bei Königsbrück“ aus der Gemeinde Stenz ausgegliedert und führte ab 1907 die Bezeichnung „Garnisonsverwaltung Königsbrück“. Nach der Fertigstellung des neuen Truppenübungsplatzes Königsbrück wurde der Schießplatz zunächst weiter betrieben. 1925 wurde Glauschnitz von Stenz nach Bohra umgemeindet; die südöstlich des Schießplatzes gelegene Ziegelei verblieb bei Stenz. In den 1930er Jahren wurde der Schießplatz schließlich aufgegeben und die Kasernengebäude als Erholungsheim verpachtet. Nach der Auflösung der Gemeinde Bohra wegen der Erweiterung des Truppenübungsplatzes wurde Glauschnitz 1940 nach Laußnitz umgemeindet.
Besitzer des Rittergutes war zu dieser Zeit der Dresdner Kunsthändler Julius Crome, der im Herrenhaus wertvolle Möbel und Kunstgegenstände eingelagert hatte. Am 11. Juli 1945 erfolgte ein ungeklärter Einbruch in das Rittergut, bei dem das Herrenhaus zur Verwischung von Spuren in Brand gesetzt wurde. Der 550 ha umfassende Grundbesitz Cromes wurde wenig später enteignet und verstaatlicht; die Ruinen wurden abgebrochen.
Von 1952 bis 1994 gehörte Glauschnitz zum Kreis Kamenz und seitdem zum Landkreis Bautzen. Die ehemaligen Ställe und Wirtschaftsgebäude des Rittergutes sind zu Wohngebäuden umgebaut und werden bewohnt. Die Umfassungsmauern des Grundstücks sind straßenseitig erhalten. Die ehemalige Toreinfahrt wurde symbolisch im Frühjahr 2007 wieder errichtet.

## Bevölkerungsentwicklung
| Jahr | Einwohner |
| ---- | --------- |
| 1802 | 7 Häusler |
| 1834 | 75        |
| 1871 | 36        |
| 1890 | 37        |
| 2012 | 34        |

## Tourismus
Von Glauschnitz führt der Rundweg „Biberpfad“ zu den Schwarzen Teichen am Bohraer Wasser und zum See der Freundschaft an der Pulsnitz. Außerdem liegt der Ort am Radrundweg Königsbrücker Heide.

## Persönlichkeiten
- Hugo Alexander von Altrock (* 1851 in Glauschnitz; † 1927 in Gröba), Generalmajor
- Georg von Altrock (1857–1919), Rittergutsbesitzer und Politiker